# Стара Краснянка
Стара Краснянка —  село в Україні, у Кремінській міській громаді Сіверськодонецького району Луганської області. Населення становить 882 осіб.

## Назва
Утоворена від назви річки Красна яка протікає неподалік від села і впадає в річку Сіверський Донець.

## Історія
Краснянський городок тут було побудовано у 1682 році, десятьма роками пізніше від Боровського, Теплинського і Староайдарського – перших городків донського козацтва у Придінцевому Порубіжжі. Але, очевидно, як і в більшості цих городків, ще до їх побудови тут могли бути якісь житла для зимування, або в яких можна було сховатися в негоду. Принаймні, у показаннях, наданих українським козаком Н. Самбуленко 29 вересня 1670 р., говорилося: «ис Тору с юртовыми казаками, что живут в камышах, пришли в Краснянской зимовать». Зиму 1969-1970 рр. вони прожили тут.
Валуйський отаман ще 1656 р. згадував Краснянський юрт, а острогожці у 1707 р. вже вели мову про городок – Краснянськ. Зрозуміло, що назва походить від річки Красної, біля якої виник юрт. Звісно, що у Краснянському юрті було побудовано городок Краснянськ.

Захоплена ЛНР у 2022 року. 27 грудня 2022 року військові ЗСУ підійшли в притул до Старої Краснянки та почались бої на околиці населеного пункту.

## Населення

### Мова
Розподіл населення за рідною мовою за даними перепису 2001 року:
| Мова       | Кількість | Відсоток |
| ---------- | --------- | -------- |
| російська  | 514       | 58.28%   |
| українська | 368       | 41.72%   |
| Усього     | 882       | 100%     |

## Пам'ятки

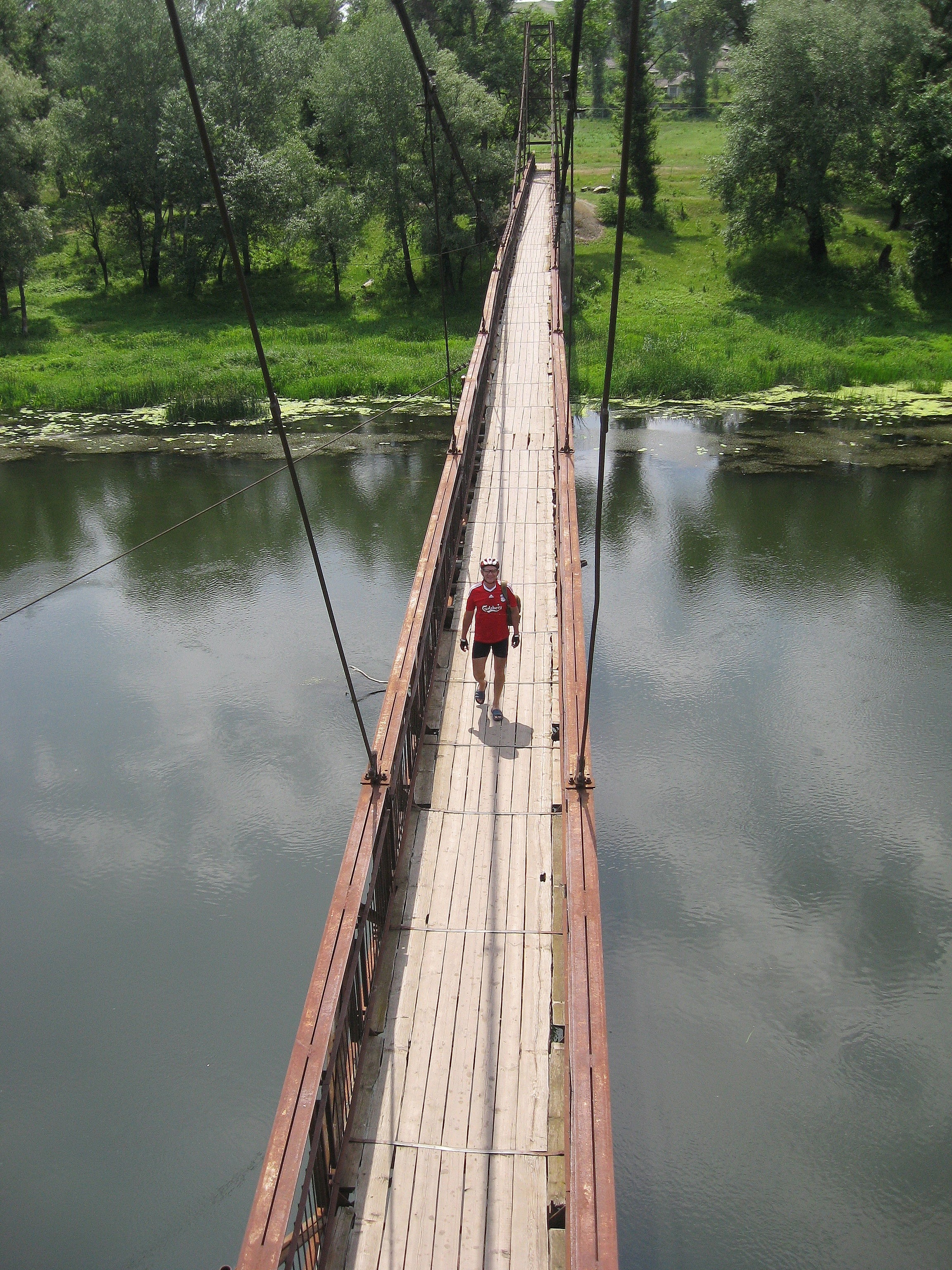
Міст між Старою Краснянкою та Привіллям

- Джерело Серафима Саровського. Свердловину відкрито Федором Лагутіним на початку 1970-х років. За добу криниця дає понад 172 м3 води. Хімічний аналіз: наявність іонів срібла перевищує норму у декілька разів. Свердловина є не лише місцем забору питної води, а й способом духовного очищення. Біля джерела встановлено пам'ятний хрест преподобному старцю і пророку Серафиму Саровському.[2]
- Підвисний міст через річку Сіверський Донець до міста Привілля.